# آن‌استیل
آن‌استیل (انگلیسی: Angang Steel Company) شرکت دولتی فولاد چینی است، که در زمینه استخراج معادن سنگ آهن و آهن، تولید فولاد، فولاد ضد زنگ و محصولات نیمه ساخته فولاد فعالیت می‌کند.
شرکت آن‌استیل در سال ۱۹۹۷ توسط گروه آنشان راه‌اندازی شد، که شرکت خوشه‌ای تحت مدیریت حزب کمونیست چین می‌باشد. آن‌استیل هم‌اکنون ششمین شرکت فولادسازی چین و دهمین تولیدکننده بزرگ فولاد جهان، به‌شمار می‌آید.
دفتر مرکزی این شرکت در شهر آنشان، لیائونینگ قرار دارد و بخشی از سهام آن در بازارهای بورس اوراق بهادار هنگ کنگ و بورس اوراق بهادار شنژن معامله می‌شود.